# Heinz Galinski

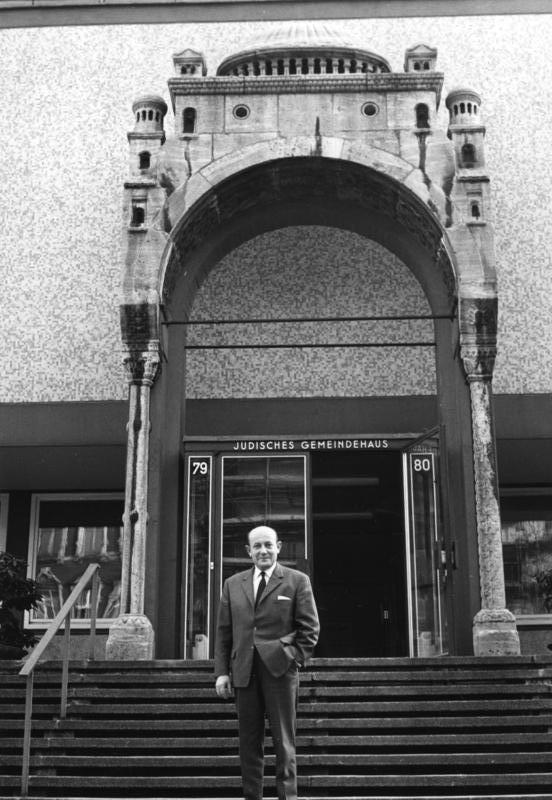
Heinz Galinski voor het gebouw van de Joodse gemeente (januari 1967)

Heinz Galinski (Marienburg, West-Pruisen, tegenwoordig Polen, 28 november 1912 – Berlijn, 19 juli 1992) was de voorzitter van de Zentralrat der Juden in Duitsland.
Heinz Galinski volgde een opleiding tot textielhandelaar, die hij in 1933 afsloot. Vanaf 1938 woonde Galinski in de Berlijnse wijk Prenzlauer Berg. Vanaf 1940 moest hij dwangarbeid verrichten voor de nazi's en in 1943 werd hij met zijn vrouw en zijn moeder gedeporteerd naar het concentratiekamp Auschwitz. Zijn vrouw en zijn moeder werden in Auschwitz vermoord en Galinski moest in het kamp Auschwitz-Monowitz werken voor de IG Farben. In januari 1945 werd Galinski overgebracht naar het kamp Mittelbau-Dora en na de ontruiming van dat kamp naar Bergen-Belsen, waar hij half april 1945 werd bevrijd.
Galinski bleef na het einde van de oorlog in Duitsland en was betrokken bij de oprichting van de Vereniging van vervolgden van het naziregime (VVN). Tot 1948 was hij vicevoorzitter van de VVN, maar hij trad uit de VVN toen deze vereniging in communistisch vaarwater terecht was gekomen. Van april 1949 tot 1992 was Galinski voorzitter van de Joodse gemeente van Berlijn. Onder druk van de vervolging van Joodse communisten in de DDR vluchtte Galinski naar West-Berlijn, net als een groot deel van de Joodse gemeente. Tussen 1954 en 1963 was hij de eerste voorzitter van de Zentralrat der Juden. In 1966 kreeg Galinski het Große Bundesverdienstkreuz uitgereikt.
In de zomer van 1975 werd een aanslag met een bombrief gepleegd op Galinski, waarbij hij ongedeerd bleef. In 1987 werd hij benoemd tot ereburger van de stad Berlijn. In 1988 werd Galinski weer voorzitter van de Zentralrat der Juden, hetgeen hij tot zijn dood in 1992 bleef. Als voorzitter werd hij opgevolgd door Ignatz Bubis.
In september en december 1998 werden twee aanslagen met explosieven op het graf van Galinski gepleegd. Zijn grafsteen werd daarbij verwoest.